# Енурезний будильник
Енурезний будильник (мокрий б., сечовий б.) — це вдосконалений пристрій для лікування неконтрольованого сечовипускання під час сну. В даному випадку, мова йде про моносимптомний енурез, коли сечовипускання не пов'язане з іншими медичними станами, такими як психічнимі, неврологічні, ендокринні, урологічні та інші захворювання. Простіше кажучи, медичне обстеження не виявляє у таких пацієнтів будь-яких відхилень, що призводять до неконтрольованого сечовипускання під час сну.

## Історія питання
У період з 1908 по 1919 роки, вчені працювали над створенням перших енурезних будильників, що базувалися на принципі замикання електричної мережі «краплиною» сечі. Коли ця краплина ненавмисно потрапляла на датчик, розташований під час сну, це призводило до замикання електричного ланцюга, спрацьовуючи електричний сигнальний пристрій, який розбуджував пацієнта. Особливо важливим було, щоб апарат реагував на перший момент невідомого сечовипускання, спричиненого незапланованою «краплиною». Цей метод сприяв формуванню рефлексу, який активізував пацієнта у разі початкового прояву сечовипускання відразу відповідно до розкладу сну.
У Союзі Радянських Соціалістичних Республік був розроблений перший успішний апарат АЛ-2М в 1975 році для подолання проблеми енурезу. Вчені Б. І. Ласков та А. Я. Краймер успішно впровадили цей апарат для більш ніж 90 % хворих (206 пацієнтів).[джерело?] Однак через те, що спрацьовування апарата передбачало використання електричного струму для розбудження пацієнта, його практичне застосування в клінічних умовах було обмежене.
Західна медицина, починаючи з 80-х років, відмовилася від електричної сигналізації (здійснюючої розбудження за допомогою струму) на користь акустичної. Подальший п'ятдесятирічний досвід використання енурезних будильників показав їх високу ефективність, але результати досягали лише 80 % успішності.
Дослідження та розвиток енурезних будильників продовжуються, допомагаючи дітям і дорослим подолати нічне нетримання сечі та забезпечуючи комфорт та впевненість у собі.

## Технічні характеристики сучасних енурезних будильників
Енурезні будильники від різних виробників можуть істотно відрізнятися один від одного за кольором, формою та розміром . Проте всі вони мають складатися з таких елементів:
- блок сповіщення (те, що будить дитину);
- датчик вологи (те, що фіксує появу сечі);
- календар сухих ночей (те, що дозволяє наочно побачити результат чи його відсутність);

І мають наступний функціонал:
- звукова сигналізація, здатна розбудити пацієнта;
- кілька варіантів звукового сигналу, щоб унеможливити звикання;
- віброрежим, як додаткова опція до звукової сигналізації;
- система "захисту від дітей", що унеможливлює випадкове вимикання будильника під час сну.

## Різновиди енурезних будильників

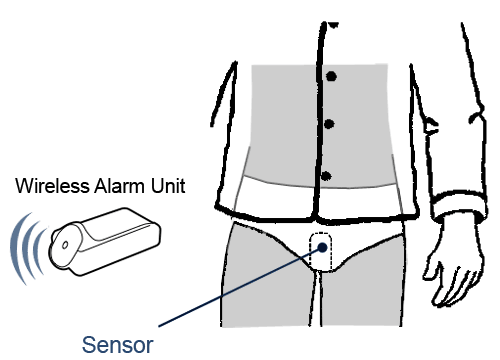
Бездротовий варіант

Датчик вологи може мати різні варіанти виконання:
- класичний — невелика кліпса для закріплення безпосередньо на трусах пацієнта;
- у вигляді спеціального простирадла, на поверхні якої розташовуються протяжні смуги струмопровідного матеріалу. Даний варіант забезпечує максимально комфортний сон для пацієнта, що, однак, супроводжується уповільненням швидкості спрацьовування датчика через його віддаленість від місця появи вологи, і знижує ефективність даного виду терапії з 80 % до 68 %[3];

В залежності від зв'язку між блоком сповіщення та датчиком вологи:
- дротові (дротовий зв'язок);
- бездротові (зв'язок по радіоканалу, як правило «bluetooth»).

Дротові будильники, хоча ще і відносяться до популярних різновидів, проте щороку попит на них зменшується в порівнянні з бездротовими, що зумовлено основним недоліком саме дротових моделей (дріт досить легко зламується), та постійним вдосконаленням бездротових конкурентів. В початкові часи виробництва бездротові будильники були досить потужними. Це робило їхнє закріплення на тілі пацієнта незручним. Зазвичай їх встановлювали на «тумбочці». Але за такого розташування ефективність приладу істотно знижувалася. У цій ситуації вібросигналізація (важливий додаток до звукової сигналізації) втрачала будь-який сенс. Крім того, не можна було гарантувати стабільну «відчутну» гучність самого звукового сигналу, оскільки пацієнт міг суттєво переміщатися під час сну в межах ліжка. У результаті бездротові енурезні будильники використовувалися не для безпосереднього лікування, а при догляді за маленькими дітьми та лежачими хворими з метою сповіщення батьків або медперсоналу про намокання і необхідність замінити білизну.
Тільки наприкінці 2018 року з'явилися перші бездротові моделі, зручні для особистого користування. Сигналізаційний блок виконаний у вигляді браслета. А датчик має мініатюрні розміри і кріпиться безпосередньо на нижню білизну. Таке компонування є максимально ергономічним . Крім простої зручності, це призводить до зростання ефективності приладу з 80 % до 94 %. Проте, варто враховувати, що незважаючи на однаковий принцип дії бездротових моделей будильника, кожна з них має свої переваги та недоліки, які можуть значно погіршувати ці відсотки, або навіть покращувати. Під час вибору енурезного будильника, варто читати відгуки на конкретні моделі.

## Принцип дії
Робота енурезного будильника базується на виявленні вологи, що виникає під час сечовипускання. Основою пристрою є спеціалізований датчик вологи, що зазвичай кріпиться за допомогою спеціальної "кліпси" до білизни або постілі. Коли перші краплі  вологи потрапляють на контакти "кліпси", ініціюється замикання контактів.
При замиканні контактів енурезний будильник негайно запускає звуковий сигнал. Цей сигнал виконує дві важливі функції: по-перше, він попереджує оточуючих про актуальну ситуацію, що вимагає реакції, а по-друге, допомагає самій дитині прокинутися та перервати процес сечовипускання.
Для досягнення найвищої ефективності роботи енурезного будильника важливо враховувати деякі ключові аспекти. Один з них - це коректне надягання браслета на тіло. Цей елемент відіграє надзвичайно важливу роль у забезпеченні оптимального функціонування пристрою.
Браслет повинен бути надійно закріплений, забезпечуючи надійний контакт з ділянкою шкіри. Це дозволяє датчику вологи вчасно реагувати на будь-які прояви вологи, пов'язані з неконтрольованим сечовипусканням. Точність та оперативність реакції датчика мають вирішальне значення для ефективної роботи пристрою.
Проте важливо звернути увагу на ще один важливий аспект - спосіб носіння браслета на тілі дитини. Звуковий сигнал, що виникає поруч із дитиною, відіграє більше, ніж просто роль сигналу. Він створює психологічний зв'язок між моментом сечовипускання та звуковим сигналом. Цей зв'язок сприяє формуванню внутрішнього контролю над процесом, роблячи навчання контролю сечовипускання більш ефективним та зміцнюючи психологічну взаємодію між пацієнтом та технологією.
Енурезні будильники є невід'ємним засобом для навчання практичному контролю над нічним сечовипусканням, сприяючи подоланню нетримання сечі, та забезпечуючи при цьому комфорт та впевненість як дітям, так і дорослим.